# Isaiah Hartenstein
Isaiah Hartenstein (ur. 5 maja 1998 w Eugene) – niemiecki koszykarz, występujący na pozycjach silnego skrzydłowego lub środkowego, posiadający także amerykańskie obywatelstwo, reprezentant Niemiec, obecnie zawodnik Oklahoma City Thunder.
W 2014 wystąpił w międzynarodowym meczu wschodzących gwiazd – Jordan Classic International. Trzy lata później wystąpił w podobnym meczu – Nike Hoop Summit.
23 czerwca 2020 upuścił Houston Rockets. 30 listopada został zawodnikiem Denver Nuggets.
25 marca 2021 trafił w wyniku wymiany do Cleveland Cavaliers. 27 września 2021 został zawodnikiem Los Angeles Clippers. 12 lipca 2022 dołączył do New York Knicks. 6 lipca 2024 r dolaczyl do Oklahoma City Thunder.
Jego ojciec, Florian Hartenstein, również był zawodowym koszykarzem a także trenerem.

## Osiągnięcia
Stan na 6 lutego 2023, na podstawie, o ile nie zaznaczono inaczej.

### Drużynowe
- Mistrz:
  - Litwy (2017)
  - G-League (2019)
- Zdobywca Pucharu Litwy (2017)

### Indywidualne
- MVP:
  - MVP finałów G-League (2019)
  - turnieju NIJT (2016)
- Zaliczony do:
  - I składu turnieju NIJT (2016)
  - II składu G-League (2019)[10]
- Lider G-League w zbiórkach (2019, 2020)[11]

### Reprezentacja
Seniorska
- Uczestnik:
  - mistrzostw Europy (2017 – 6. miejsce)
  - kwalifikacji do mistrzostw świata 2019

Młodzieżowe
- Brązowy medalista mistrzostw Europy U–20 (2018)
- Uczestnik mistrzostw Europy:
  - U–20 (2017 – 7. miejsce, 2018)
  - U–18 (2015 – 8. miejsce, 2016 – 4. miejsce)
  - U–16 (2013 – 8. miejsce, 2014 – 7. miejsce)
- Zaliczony do I składu Eurobasketu U–18 (2016)
- Lider Eurobasketu U-18 w blokach (2016)